# شهرداری سالاتسگریوا
شهرداری سالاتسگریوا (به لاتین: Salacgrīva Municipality) یک شهرداری در لتونی است. شهرداری سالاتسگریوا ۹٬۵۸۱ نفر جمعیت دارد.